# RM51917
RM51917 — хімічно пекулярна зоря спектрального класу
Зорі спектрального класу й має видиму зоряну величину в смузі V приблизно 16,4.